# Yaluhu (köpinghuvudort i Kina, Qinghai Sheng, lat 35,89, long 102,33)
Yaluhu är en köpinghuvudort i Kina. Den ligger i provinsen Qinghai, i den nordvästra delen av landet, omkring 97 kilometer sydost om provinshuvudstaden Xining. Antalet invånare är 20 536. Befolkningen består av 10 496 kvinnor och 10 040 män. Barn under 15 år utgör 32 %, vuxna 15-64 år 60 %, och äldre över 65 år 7,0 %.
Runt Yaluhu är det ganska tätbefolkat, med 62 invånare per kvadratkilometer. Yaluhu är det största samhället i trakten. Trakten runt Yaluhu består i huvudsak av gräsmarker.
Genomsnittlig årsnederbörd är 574 millimeter. Den regnigaste månaden är juli, med i genomsnitt 144 mm nederbörd, och den torraste är december, med 2 mm nederbörd.